# Norika Creuzmann

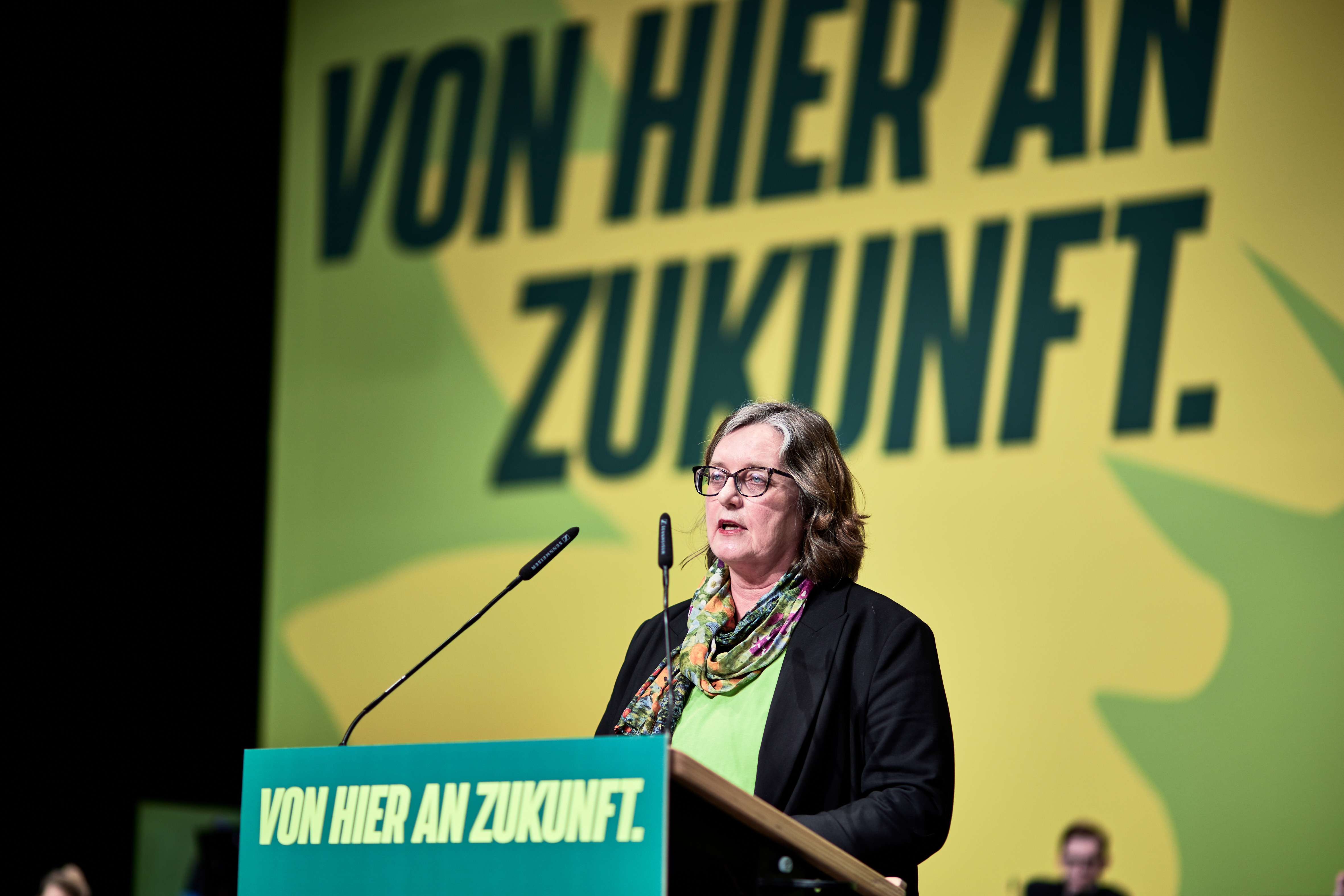
Norika Creuzmann bei der Landesdelegiertenkonferenz der Grünen NRW in Siegen (2021)

Norika-Andrea Creuzmann (* 18. Januar 1966 in Ostercappeln) ist eine deutsche Politikerin (Bündnis 90/Die Grünen). Sie ist seit 2022 Abgeordnete im Landtag von Nordrhein-Westfalen.

## Leben
Norika Creuzmann wuchs ab 1970 in Bad Lippspringe auf. An das Abitur 1986 schloss sie ein Studium der Sozialpädagogik an der Katholischen Fachhochschule Paderborn an. Nach dem Abschluss war sie ab 1992 in einem Frauenhaus tätig.

## Partei und Politik
Norika Creuzmann trat 2007 den Grünen bei und war von 2011 bis 2021 Kreisvorsitzende ihrer Partei in Paderborn. In den Stadtrat von Bad Lippspringe wurde sie 2009 gewählt, zusätzlich 2014 in den Kreistag des Kreises Paderborn. Dort amtierte sie von 2020 bis 2022 als Fraktionsvorsitzende.
Bei der Landtagswahl in Nordrhein-Westfalen 2017 kandidierte Creuzmann erstmals als Direktkandidatin im Wahlkreis Paderborn I und erhielt 4,6 % der Erststimmen. 2022 verpasste sie mit 12,2 % das Direktmandat erneut, erhielt jedoch über Platz 14 der Landesliste ihrer Partei ein Abgeordnetenmandat im Landtag von Nordrhein-Westfalen.